# Ga Minh Lệ
Ga Minh Lệ còn gọi là ga Minh Lễ là một nhà ga xe lửa tại xã Quảng Minh, thị xã Ba Đồn, tỉnh Quảng Bình. Nhà ga là một điểm trên tuyến đường sắt Bắc Nam tiếp nối sau ga Lệ Sơn và trước ga Ngân Sơn.
Ga Minh Lệ cách ga Đồng Lê gần 46 km về phía bắc và cách ga Đồng Hới 40 km về phía nam. Lý trình ga: Km 481 + 810.